# Amanda Root
Amanda Root (Chelmsford, 1963) is een Britse actrice.

## Carrière
Root begon in 1983 met acteren in het theater, zo heeft zij gespeeld in onder anderen Romeo and Juliet, The Merchant of Venice, Macbeth en King Lear.
Root begon in 1985 met acteren voor televisie in de televisieserie Storyboard, waarna zij nog meerdere rollen speelde in televisieseries en films. 

## Filmografie

### Films
- 2020 Summerland - als mrs. Lawrence
- 2018 The Other Side of The Coin - als vrouw
- 2017 The Black Prince - als koningin Victoria
- 2016 Their Finest - als Cecy / mrs. Brown
- 2011 The Iron Lady - als Amanda
- 2010 Thorne: Sleepyhead - als Teresa Maxwell
- 2008 Mrs McGinty’s Dead - als mrs. Rendell
- 2008 Fiona's Story - als Julie
- 2007 Miss Marie Lloyd - als mrs. Chant
- 2007 The Robber Bride - als Tony Fremont
- 2005 Julian Fellowes Investigates: A Most Mysterious Murder - The Case of the Croydon Poisonings - als Vera Sidney
- 2004 London - als Charlotte Brontë
- 2003 Love Again - als Maeve Brennan
- 2001 A Small Summer Party - als Karen
- 1999 Whatever Happened to Harold Smith? - als Margaret Robinson
- 1998 Big Cat - als Alice
- 1996 Deep in the Heart - als Kate Markham
- 1996 Breaking the Code - als Patricia 'Pat' Green
- 1996 Jane Eyre - als miss Temple
- 1995 Persuasion - als Anne Elliot
- 1994 Hildegard of Bingen - als Ricardis
- 1993 The Man Who Cried - als Hilda Maxwell
- 1991 The House of Bernarda Alba - als Adela
- 1989 The BFG - als Sophie (stem)

### Televisieseries
Uitgezonderd eenmalige gastrollen.
- 2023 You & Me - als verpleegster Richards - 2 afl.
- 2021 Dalgliesh - als zuster Brumfett - 2 afl.
- 2020 The Sister - als June Fox - 4 afl.
- 2018 Unforgotten - als Carol Finch - 6 afl.
- 2012 DCI Banks - als Mary Rothwell - 2 afl.
- 2006-2009 Star Trek: New Voyages - als ambassadrice van de federatie - 3 afl.
- 2006 The Impressionists - als Alice Hoschedé - 2 afl.
- 2005 Empire - als Noella - 3 afl.
- 2005 The Robinsons - als Maggie Robinson - 6 afl.
- 2004 All About Me - als Miranda - 8 afl.
- 2004 Rose and Maloney - als Marsha Campese - 2 afl.
- 2002-2003 The Forsyte Saga - als Winifred Dartie née Forsyte - 10 afl.
- 2003 The Forsyte Saga: To Let - als Winifred Dartie née Forsyte - 4 afl.
- 2002 Daniel Deronda - als mrs. Davilow - 3 afl.
- 2002 Waking the Dead - als Lorna Gayles - 2 afl.
- 2000 Anna Karenina - als Dolly - 4 afl.
- 1998 Mortimer's Law - als Rachel Mortimer - 6 afl.
- 1997 Original Sin - als Frances Peverell - 3 afl.
- 1997 Turning World - als Evelyn Sharples - 3 afl.
- 1994 Love on a Branch Line - als Miss Mounsey - 4 afl.

## TheaterwerkBroadway
- 2009 The Norman Conquests: Living Together - als Sarah
- 2009 The Norman Conquests: Table Manners - als Sarah
- 2009 The Norman Conquests: Round and Round the Garden - als Sarah

- Biblioteca Nacional de España: XX1266103
- Gemeinsame Normdatei: 1099445310
- International Standard Name Identifier: 0000 0001 1055 4005
- Library of Congress Control Number: no97029123
- Nederlandse Thesaurus van Auteursnamen: 170178919
- Système universitaire de documentation: 140263918
- Virtual International Authority File: 87030066